# Discografia de Lu Han
Esta é a discografia de Lu Han, um cantor chinês que teve sua estreia como solista em 2015. Sua discografia consiste em um álbum de estúdio, cinco extended plays, dez singles e oito aparições em trilhas sonoras. Em 24 de abril de 2012, junto de outros artistas da S.M. Entertainment, ele lançou a canção "Dear My Family" para a trilha sonara do filme I AM.. Em 1 de dezembro de 2014, lançou "Our Tomorrow" para a trilha sonora do filme 20 Once Again.
Sua estreia como solista ocorreu em 14 de setembro de 2015 com o lançamento de seu primeiro extended play, titulado Reloaded I, e uma faixa-título titulada "That Good Good". Luhan quebrou diversos recordes com seu álbum, incluindo a venda de mais de um milhão de cópias em cinco dias após seu lançamento no QQ Music. Em 14 de outubro 2015, lançou "Medals" como single e trilha sonora do filme The Witness. A faixa foi muito bem recebida, estreando na primeira posição do China V Chart. Em 1 de dezembro do mesmo ano, Luhan lançou o extended play Reloaded II, que contém as canções "Lu" e "Deep". Seu primeiro álbum de estúdio, intitulado Reloaded, foi lançado em 22 de dezembro de 2015. Em 6 de janeiro de 2016, lançou a canção "The Inner Force" para a trilha sonora de Star Wars: The Force Awakens, estreando na segunda posição no China V Chart. Em 16 de fevereiro do mesmo ano, lançou o extended play Reloaded+, juntamente da faixa-título "Excited".

## Álbuns

### Álbuns de estúdio
| Título   | Detalhes do álbum | Melhores posições nas paradas | Melhores posições nas paradas | Vendas         |
| Título   | Detalhes do álbum | TW                            | JPN                           | Vendas         |
| -------- | --- | ----------------------------- | ----------------------------- | -------------- |
| Reloaded | - Lançamento: 22 de dezembro de 2015 - Gravadora: LuHan Studio, Rock Forward - Formato: CD Lista de faixas 1. "That Good Good" 2. "Football Gang" 3. "Promises" 4. "Your Song" 5. "Medals" 6. "Deep" 7. "Adventure Time" 8. "Lu" 9. "That Good Good (Penthouse Penthouse Remix)" 10. "That Good Good (Squareloud Remix)" | 1                             | 30                            | - CHN: 68,007+ |

### Extended plays
| Título      | Detalhes do álbum                                                                                         | Vendas                 |
| ----------- | --- | ---------------------- |
| Reloaded I  | - Lançamento: 14 de setembro de 2015 - Gravadora: LuHan Studio, Rock Forward - Formato: Download digital  | - CHN: 3,328,000+      |
| Reloaded II | - Lançamento: 1 de dezembro de 2015 - Gravadora: LuHan Studio, Rock Forward - Formato: Download digital   | - CHN: 1,125,000+      |
| Reloaded+   | - Lançamento: 16 de fevereiro de 2016 - Gravadora: LuHan Studio, Rock Forward - Formato: Download digital | - CHN: 1,293,000+      |
| Xperience   | - Lançamento: 21 de outubro de 2016 - Gravadora: LuHan Studio, Rock Forward - Formato: Download digital   | —                      |
| Xplore      | - Lançamento: 27 de dezembro de 2016 - Gravadora: LuHan Studio, Rock Forward - Formato: Download digital  | - CHN: 2,919,820+ (DL) |
| Venture     | - Lançamento: 21 de fevereiro de 2017 - Gravadora: LuHan Studio, Rock Forward - Formato: Download digital | - CHN: 1,172,455+ (DL) |

## Singles
| "That Good Good"                                                                         | 2015 | 7 | — | Reloaded I  |
| "Your Song"                                                                              | 2015 | — | — | Reloaded    |
| "Football Gang"                                                                          | 2015 | — | — | Reloaded    |
| "Medals"                                                                                 | 2015 | — | 1 | Reloaded    |
| "Promises"                                                                               | 2015 | — | — | Reloaded    |
| "Lu"                                                                                     | 2015 | — | — | Reloaded II |
| "Excited"                                                                                | 2016 | — | — | Reloaded+   |
| "Catch me when I fall"                                                                   | 2016 | — | 2 | Xperience   |
| "Winter Song"                                                                            | 2016 | — | 3 | Xplore      |
| "Skin to Skin"                                                                           | 2016 | — | 3 | Xplore      |
| "What If I Said"                                                                         | 2017 | — | 1 | Venture     |
| "—" indica lançamentos que não figuraram nas paradas ou não foram lançados nessa região. |      |   |   |             |

## Trilhas sonoras
| "Our Tomorrow"                                                                           | 2014 | 1 | — | 20 Once Again OST                 |
| "Love moving Forward"                                                                    | 2015 | — | — | 20 Once Again OST                 |
| "Tian Mi Mi (As Sweet As Honey)"                                                         | 2015 | — | — | Comrades: Almost A Love Story OST |
| "Medals"                                                                                 | 2015 | — | 5 | The Witness OST                   |
| "Deep"                                                                                   | 2015 | — | 3 | Kung Fu Panda 3 OST               |
| "The Inner Force"                                                                        | 2016 | — | 2 | Star Wars: The Force Awakens OST  |
| "Back to 17" (com o elenco de Back to School 2)                                          | 2016 | 2 | — | Back to School 2 OST              |
| "Let Me By Your Side"                                                                    | 2016 | — | 3 | See You Tomorrow OST              |
| "—" indica lançamentos que não figuraram nas paradas ou não foram lançados nessa região. |      |   |   |                                   |

## Outras aparições
| Título                                                 | Ano  | Álbum                 |
| ------------------------------------------------------ | ---- | --------------------- |
| "Dear My Family" (como parte do SM Town)               | 2012 | I AM. OST             |
| "Maxstep" (como parte do Younique Unit)                | 2012 | PYL Younique Volume 1 |
| "Please Come to the Great Wall to Ski" (com David Tao) | 2015 | Lançamento sem álbum  |

## Créditos de composição
| Ano  | Álbum   | Canção                      | Letra     | Letra      | Música    | Música |
| Ano  | Álbum   | Canção                      | Creditado | Com        | Creditado | Com    |
| ---- | ------- | --------------------------- | --------- | ---------- | --------- | ------ |
| 2013 | XOXO    | "Don't Go" (versão chinesa) | Sim       | Wang Yajun | Não       | —      |
| 2016 | XOXO    | "Don't Go" (versão coreana) | Sim       | Seo Ji-eum | Não       | —      |
| 2017 | Venture | "Roleplay"                  | Sim       | AR         | Não       | —      |